# Autonomous System

Croissance du nombre d'AS sur Internet depuis 1997.

Un Autonomous System (abrégé AS), ou système autonome, est un ensemble de réseaux informatiques IP intégrés à Internet et dont la politique de routage interne (routes à choisir en priorité, filtrage des annonces) est cohérente. 
Un AS est généralement sous le contrôle d'une entité ou organisation unique, typiquement un fournisseur d'accès à Internet.
Chaque AS est identifié par un numéro de 16 bits (ou 32 depuis 2007, selon la RFC 4893) , appelé « Autonomous System Number » (ASN). Il est affecté par les organisations qui allouent les adresses IP, les Registres Internet régionaux (RIR). En Europe, c'est le RIPE-NCC qui assume cette charge, par délégation de l'IANA. 
Les numéros d'AS (les ASN) sont utilisés par le protocole de routage Border Gateway Protocol (BGP) entre les systèmes autonomes (les AS). Ils furent historiquement conçus en 1982 pour le prédécesseur de BGP (le protocole EGP).
Au sein d'un AS, le protocole de routage « interne » de type IGP (notamment OSPF ou IS-IS) permet aux routeurs de cet AS de communiquer entre eux, et plus particulièrement en vue de monter des sessions BGP internes (iBGP).
Entre systèmes autonomes, le routage est « externe », en BGP externe (eBGP).
En général, l'ASN n'apparait pas dans les protocoles de routage internes (les IGP) puisque, par définition, ils sont limités à un seul AS. Cependant, certains protocoles de routage internes, tels que Enhanced Interior Gateway Routing Protocol (EIGRP), sont configurés pour n'établir d'adjacence qu'avec les routeurs qui annoncent le même système autonome.
Le nombre d'AS composant Internet dépassait 5 000 en 1999, 30 000 fin 2008, 35 000 mi-2010, plus de 45 000 en mai 2013, plus de 64 000 en 2019. Le nombre d'AS alloués (utilisés ou pas sur Internet) était quant à lui de plus de 91 000 en 2019.

## Numéros d'ASspéciaux
Les numéros réservés pour un usage privé ne doivent pas être utilisés pour un réseau relié à Internet.
Lors de l'introduction des numéros d’AS à 4 octets, certains équipements (appelés "old speakers") n'étaient compatibles qu'avec les numéros d'AS à 2 octets. 
Pour pallier ce problème, l'ASN23456 (également appelé AS_TRANS) a été réservé pour permettre l'appairage entre les routeurs de bordure compatibles avec les ASN de 4 octets ("new speakers") et ceux qui sont incompatibles.
| Numéro/Plage d'AS (en décimal)           | Numéro/Plage d'AS (en hexadécimal)          | Description                                                    | Référence                        |
| ---------------------------------------- | ------------------------------------------- | -------------------------------------------------------------- | -------------------------------- |
| 0                                        | 0x0000                                      | Réservé                                                        | Codification of AS 0 processing. |
| 23456                                    | 0x5BA0                                      | AS_TRANS                                                       | RFC 6793                         |
| 64496-64511 (16 numéros)                 | 0xFBF0-0xFBFF (0x0010 numéros)              | Réservé à l'usage dans la documentation et les codes d'exemple | RFC 5398                         |
| 64512-65534 (1023 numéros)               | 0xFC00-0xFFFE (0x03ff numéros)              | Réservé pour un usage privé                                    | RFC 6996                         |
| 65535                                    | 0xFFFF                                      | Réservé                                                        |                                  |
| 65536-65551 (16 numéros)                 | 0x00010000-0x0001000F (0x0010 numéros)      | Réservé à l'usage dans la documentation et les codes d'exemple | RFC 5398                         |
| 65552-131071 (65520 numéros)             | 0x00010010-0x0001FFFF (0xFFF0 numéros)      | Réservé                                                        |                                  |
| 4200000000-4294967294 (94967295 numéros) | 0xFA56EA00 -0xFFFFFFFE (0x05A915FF numéros) | Réservé pour un usage privé                                    | RFC 6996                         |
| 4294967295                               | 0xFFFFFFFF                                  | Réservé                                                        |                                  |